# Max Laehr
Max Laehr (ur. 9 listopada 1865 w Zehlendorfie, zm. 22 kwietnia 1936 w Malente-Gremsmühlen) – niemiecki lekarz psychiatra, radca sanitarny, profesor tytularny.

## Życiorys
Był synem Heinricha Laehra. Studiował medycynę na Uniwersytecie Eberharda i Karola w Tybindze, Uniwersytecie Ludwika i Maksymiliana w Monachium oraz Uniwersytecie Fryderyka Wilhelma w Berlinie. Tytuł doktora medycyny otrzymał w 1890 w Monachium. Od 1891 do 1893 był asystentem w klinice psychiatrycznej w Gießen. Od 1893 do 1899 był asystentem w berlińskiej klinice Charité u Friedricha Jolly’ego. W 1896 się habilitował. Od 1899 prowadził prywatną klinikę Haus Schönow w berlińskim Zehlendorfie.
Zmarł w 1936; wspomnienie o nim napisał Julius Hallervorden.

## Prace
- Ueber Sensibilitätsstörungen bei Tabes dorsalis und ihre Localisation[2]. (1895)
- Ueber Störungen der Schmerz- und Temperaturempfindung in Folge von Erkrankungen des Rückenmarks[3]. (1896)
- Lepra und Syringomyelie; differentialdiagnostische Bemerkungen[4]. (1897)
- Zur Casuistik der traumatischen Erkrankungen im Gebiete des Plexus brachialis. Berl. klin. Wchnschr. (1898)
- Die nervösen Krankheitserscheinungen der Lepra mit besonderer Berücksichtigung ihrer Differential-Diagnose. Berlin, 1899
- Wie sichern wir den Heilerfolg der Anstalten für Nervenkranke?[5] (1905)